# Tarisa Watanagase
Tarisa Watanagase (em tailandês: ธาริษา วัฒนเกส; RTGS: Tharisa Watthanaket; [tʰāːrísǎː wáttʰánákèːt];  30 de novembro de 1949) é uma economista tailandesa que atuou como governadora do Banco da Tailândia (banco central do país) de 2006 a 2010.

### Biografia
Nascida em Banguecoque, Tailândia, Tarisa Watanagase estudou na Escola Triam Udom Suksa, uma das mais prestigiadas instituições de ensino médio do país. Ela formou-se na Universidade de Keio, no Japão; e estudou na Universidade Washington em St. Louis, nos Estados Unidos, onde concluiu seu doutorado em Economia. O modelo macroeconométrico que ela construiu para sua tese de doutorado foi um dos poucos existentes na época.
Em 1975, Watanagase ingressou no Banco da Tailândia. Em 1988, foi transferida para trabalhar como economista no Fundo Monetário Internacional (FMI), retornando ao Banco da Tailândia em 1990. Ao longo dos anos, ela ocupou diversos cargos de liderança, incluindo o de vice-governadora em 1992.
Um mês após a crise financeira asiática de 1997, Watanagase assumiu a chefia do Departamento de Política do Sistema Financeiro, sendo responsável pela formulação e implementação de medidas para a resolução da crise e a reforma do setor financeiro e de supervisão. A capacidade de supervisão do Banco da Tailândia também foi reformulada, levando a uma atualização significativa. Após a restauração da normalidade, ela supervisionou a criação e implementação do primeiro Plano Diretor do Setor Financeiro entre 2003 e 2004, que levou à saída ordenada de empresas financeiras não bancárias e à consolidação do setor bancário. 
As conquistas de Watanagase na reforma e supervisão do setor financeiro lhe renderam reconhecimento, e ela utilizou sua experiência para participar como avaliadora externa convidada na avaliação da supervisão bancária no âmbito do Programa de Avaliação do Setor Financeiro (FSAP) do FMI e do Banco Mundial. Em 1999, participou do Programa de Gestão Avançada da Universidade de Harvard, nos Estados Unidos.
Em 2006, foi nomeada governadora do banco central, tornando-se a primeira mulher a ocupar o cargo na história da Tailândia.
Durante seu mandato como governadora, Watanagase enfrentou diversos desafios, incluindo a crise financeira global de 2008. Sua atuação foi fundamental para garantir a estabilidade do sistema financeiro tailandês e minimizar os impactos da crise no país. Ela implementou medidas para fortalecer a supervisão bancária, aumentar a transparência e melhorar a gestão de riscos.
Após deixar o cargo de governadora em 2010, Watanagase atua como membro de diversos conselhos e comitês, incluindo o Conselho Consultivo do Instituto de Pesquisa Econômica para a ASEAN e o Leste Asiático (ERIA).